# Chögyam Trungpa
Chögyam Trungpa (en transliteración Wylie: Chos rgyam Drung pa; 5 de marzo de 1939 –4 de abril de 1987) fue un maestro tibetano de meditación budista y titular de los linajes Kagyu y Nyingma del budismo tibetano, el undécimo del linaje Tülkus Trungpa, un tertön, abad supremo de los monasterios Surmang, intelectual, profesor, poeta, artista, y artífice de una reelaboración de las enseñanzas budistas tibetana y el mito de Shambhala como una sociedad ilustrada que más tarde se llamó budismo Shambhala.
Reconocido tanto por budistas tibetanos como por otros maestros y practicantes espirituales como profesor preeminente del budismo tibetano, fue una figura importante en la diseminación de budismo en Occidente, fundando la organización Vajradhatu y la Universidad Naropa, además de establecer el método de formación Aprendizaje de Shambhala.
Entre sus contribuciones se encuentran la traducción de numerosos textos budistas tibetanos, la introducción de las enseñanzas Vajrayana en Occidente y una presentación del Buddhadharma en gran parte desprovista de adornos étnicos. Trungpa acuñó el término divina locura. Algunos de sus métodos y acciones de enseñanza, particularmente su consumo excesivo de alcohol, ser mujeriego y el asalto físico de un estudiante y su esposa, causaron controversia durante su vida y después.

## Biografía

### Primeros años
Chögyam Trungpa nació en el condado de Nangchen del Tíbet en marzo de 1939, siendo el undécimo en el linaje de Tülkus Trungpa, figuras importantes del linaje Kagyu, una de las cuatro principales escuelas del budismo tibetano. Entre sus tres maestros principales se encontraban Jamgon Kongtrul de Sechen, Dilgo Khyentse Rinpoche y Gangshar Khenpo. El nombre Chögyam es una contracción de Chökyi Gyamtso (en tibetano: ཆོས་ ཀྱི་ རྒྱ་མཚོ་, en transliteración Wylie: Chos-kyi Rgya-mtsho), que significa "Océano del Dharma". Trungpa (tibetano: དྲུང་ པ་, Wylie: Drung-pa) significa "asistente". Fue entrenado profundamente en la tradición Kagyu y recibió su título de khenpo al mismo tiempo que Thrangu Rinpoche; continuaron estando muy unidos en años posteriores. Chögyam Trungpa también se formó en la tradición Nyingma, la más antigua de las cuatro escuelas, y fue partidaria del movimiento ecuménico Rimé ("no sectario") dentro del budismo tibetano, que aspiraba a reunir y poner a disposición todas las valiosas enseñanzas de las diferentes escuelas, libres de rivalidades sectarias. 
En el momento de su huida del Tíbet, Trungpa era el jefe del grupo de monasterios Surmang. 

### Escape del Tíbet
El 23 de abril de 1959, Trungpa entonces un joven de veinte años, emprendió una huida épica de su tierra natal la cual le insumió más de nueve meses. En su libro Nacido en el Tíbet, sugiere entre líneas y para proteger a los que quedaron en el Tíbet, deja traslucir que la etapa preparatoria de su fuga había comenzado un año antes, al huir de su monasterio natal tras la ocupación del Ejército Popular de Liberación de China (EPL). Luego de pasar el invierno escondido, decidió definitivamente escapar, al enterarse de que su monasterio había sido totalmente destruido.
Trungpa comenzó su travesía acompañando a Akong Rinpoche y a un pequeño grupo de monjes, pero mientras viajaban, otras personas pidieron unirse hasta formarse finalmente un grupo de 300 refugiados, desde ancianos hasta madres con bebés, incorporaciones que enlentecieron y complicaron aún más el viaje. Obligados a abandonar a sus animales, más de la mitad del viaje se realizó a pie, mientras viajaban a través de un remoto desierto montañoso para evitar al EPL. En ocasiones perdieron el rumbo, en otras viajaban por la noche, hasta lograr después de tres meses de peripecias llegar hasta la ribera del río Brahmaputra. Trungpa, los monjes y solo 70 refugiados lograron cruzar el río bajo fuertes disparos, luego, comiéndose sus cinturones de cuero y bolsas para sobrevivir, subieron hasta los 5800 metros de altura de los Himalayas, antes de ponerse a salvo en Pema Ko. Después de llegar a la India, el 24 de enero de 1960, el grupo fue trasladado en avión hasta un campo de refugiados.
Entre 2006 y 2010, investigadores independientes canadienses y franceses que utilizaron imágenes de satélite, rastrearon y confirmaron la ruta de escape de Trungpa. En 2012, cinco sobrevivientes originales de la fuga radicados en Nepal, Escocia y Estados Unidos confirmaron los detalles del viaje y proporcionaron sus relatos personales de la fuga. Un análisis más reciente ha demostrado que el viaje es directamente comparable a sagas como la Expedición antártica de 1914/17 de Shackleton. En 2016, la documentación recopilada, así como las historias de los sobrevivientes fueron publicadas en un recuento completo de la historia, y un tiempo después, ese año mismo año, comenzaron las conversaciones preliminares para la financiación y producción de una película sobre esta epopeya.

### Primeras enseñanzas en Occidente
Rangjung Rigpe Dorje, el decimosexto Karmapa, era conocido por ver el futuro e hizo planes en consecuencia. En 1954, poco después de dar los votos monásticos, Karmapa se volvió hacia Trungpa y le dijo: "En el futuro traerás el Dharma a Occidente". En ese momento, sus estudiantes se preguntaron de qué podría estar hablando.
En el exilio en la India, Trungpa comenzó sus estudios de inglés. En colaboración con Freda Bedi, quien había iniciado el proyecto, Trungpa y Akong Tulku fundaron la Escuela de Jóvenes Lamas y, después de buscar el respaldo del decimocuarto Dalai Lama, fueron nombrados su jefe espiritual y administrador respectivamente.
En 1963, con la ayuda de occidentales comprensivos, Trungpa recibió el patrocinio de Spalding para estudiar religión comparada en St Antony's College, Universidad de Oxford. En 1967, tras la partida del monje Anandabodhi de Theravadan occidental, Trungpa y Akong Rinpoche fueron invitados por Johnstone House Trust en Escocia para hacerse cargo de un centro de meditación, que luego se convirtió en Samye Ling, el primer monasterio budista tibetano en Occidente (el futuro actor y músico David Bowie fue uno de los alumnos de meditación de Trungpa allí). En 1970, después de una ruptura con Akong, Trungpa se mudó a los Estados Unidos por invitación de varios estudiantes.

### La visión Shambala
En 1976, Trungpa comenzó a impartir una serie de enseñanzas seculares, algunas de las cuales fueron reunidas y presentadas como el Entrenamiento Shambhala, inspirado en su visión del legendario Reino de Shambhala. Trungpa en realidad comenzó a escribir sobre Shambhala antes de su escape de 1959 del Tíbet a la India, pero la mayoría de esos escritos se perdieron durante el escape.

## Controversias
Entre los antepasados formalmente reconocidos por el linaje Trungpa, y a los que se refiere Trungpa, se encontraban el indio mahasiddha Ḍombipa (también conocido como Ḍombi Heruka; su nombre puede provenir de su relación con Dhombis, mujeres marginadas) y Drukpa Künlek (también Kunley), el yogui loco de Bhután, que convirtió a Bhután al budismo y fue famoso por su afición a la cerveza y las mujeres.
El estilo de enseñanza de Trungpa era a menudo poco convencional. Él dijo: «Cuando hablamos de compasión, hablamos en términos de ser amable. Pero la compasión no es tanto ser amable; es ser creativo para despertar a una persona». Jamgön Kongtrül les dijo a los alumnos de Trungpa: «No deben imitar ni juzgar el comportamiento de su maestro, Chögyam Trungpa Rinpoche, a menos que puedan imitar su mente».
La sexualidad de Trungpa ha sido una de las fuentes de controversia, ya que cultivó relaciones con varias de sus alumnas. Tenzin Palmo, quien lo conoció en 1962 cuando aún estaba en Oxford, no se convirtió en una de sus consortes, rechazando sus avances porque se había presentado como "un monje puro". Trungpa renunció formalmente a sus votos monásticos en 1969.
Trungpa también era conocido por fumar tabaco y consumir alcohol generosamente; muchos de los que lo conocieron lo caracterizaron como alcohólico. Comenzó a beber ocasionalmente poco después de llegar a la India. Antes de viajar a los EE. UU., Trungpa condujo un automóvil deportivo contra una tienda de bromas en Gateshead, en el noreste de Inglaterra, en mayo de 1969. Si bien su compañero no resultó gravemente herido, Trungpa quedó parcialmente paralizado. Posteriormente, describió este evento como un momento crucial que inspiró el curso de sus enseñanzas. Algunos relatos atribuyen el accidente a la bebida. Otros sugieren que pudo haber tenido un derrame cerebral.  Según el propio Trungpa, se desmayó.